# Lijst van divisies van de Waffen-SS
Deze pagina geeft een overzicht van alle divisies van de Waffen-SS, van het moment van zijn oprichting in 1933 tot zijn opheffing in 1945. Deze divisies zijn een onderdeel van de Verfügungstruppen, de permanente gewapende legermacht van de SS. De naam van de Waffen-SS-divisies hing af van de rassen waarmee de divisies waren gevormd. Als de divisie bestond uit Duitse vrijwilligers heette ze SS-Division, als ze bestond uit Volksduitsers of andere vrijwilligers van een Germaans ras heette ze SS-Freiwilligen-Division en als ze bestond uit een van andere rassen, voornamelijk Oost-Europeanen, heette ze Waffen-Division der SS. Bij alle divisies werden de nummers (die pas vanaf 1942 werden gegeven) vooraan geplaatst en de naam achteraan. Indien nodig voegde men een nationaliteitsaanduiding toe.

## Overzicht
| Naam                                                                  | Opgericht | Samenstelling                        | Sterkte                  | Lot                             | Embleem |
| --------------------------------------------------------------------- | --------- | ------------------------------------ | ------------------------ | ------------------------------- | ------- |
| 1. SS-Panzer-Division Leibstandarte SS Adolf Hitler                   | 1933      | Duits                                | regiment brigade divisie | gecapituleerd 1945              | embleem |
| 2. SS-Panzer-Division Das Reich                                       | 1939      | Duits                                | divisie                  | gecapituleerd 1945              | embleem |
| 3. SS-Panzer-Division Totenkopf                                       | 1940      | Duits                                | divisie                  | gecapituleerd 1945              | embleem |
| 4. SS-Polizei-Panzergrenadier-Division                                | 1940      | Duits                                | divisie                  | gecapituleerd 1945              | embleem |
| 5. SS-Panzer-Division Wiking                                          | 1940      | Duits / West-Europees                | divisie                  | gecapituleerd 1945              | embleem |
| 6. SS-Gebirgs-Division Nord                                           | 1940      | Duits                                | brigade divisie          | gecapituleerd 1945              | embleem |
| 7. SS-Freiwilligen-Gebirgs-Division Prinz Eugen                       | 1942      | Volksduits uit Joegoslavië           | divisie                  | gecapituleerd 1945              | embleem |
| 8. SS-Kavallerie-Division Florian Geyer                               | 1942      | Duits / Volksduits                   | divisie                  | gecapituleerd 1945              | embleem |
| 9. SS-Panzer-Division Hohenstaufen                                    | 1943      | Duits                                | divisie                  | gecapituleerd 1945              | embleem |
| 10. SS-Panzer-Division Frundsberg                                     | 1943      | Duits                                | divisie                  | gecapituleerd 1945              | embleem |
| 11. Freiwilligen-Panzergrenadier-Division Nordland                    | 1944      | Duits / West-Europees                | divisie                  | gecapituleerd 1945              | embleem |
| 12. Panzer-Division Hitlerjugend                                      | 1943      | Duits                                | divisie                  | gecapituleerd 1945              | embleem |
| 13. Waffen-Gebirgs-Division der SS Handschar (Kroatische No. I)       | 1943      | Joegoslavisch (moslims)              | divisie                  | ontbonden 1944                  | embleem |
| 14. Waffen-Grenadier-Division der SS Galizische No. I                 | 1943      | Oekraïens                            | divisie                  | gecapituleerd 1945              | embleem |
| 15. Waffen-Grenadier-Division der SS Letland No. I                    | 1943      | Duits / Lets                         | divisie                  | gecapituleerd 1945              | embleem |
| 16. SS-Panzergrenadier-Division Reichsführer-SS                       | 1943      | Duits / Volksduits                   | divisie                  | gecapituleerd 1945              | embleem |
| 17. SS-Panzergrenadier-Division Götz von Berlichingen                 | 1943      | Duits / Volksduits                   | divisie                  | gecapituleerd 1945              | embleem |
| 18. SS Freiwilligen-Panzergrenadier-Division Horst Wessel             | 1944      | Duits / Volksduits                   | divisie                  | gecapituleerd 1945              | embleem |
| 19. Waffen-Grenadier-Division der SS Letland No. II                   | 1944      | Lets                                 | divisie                  | gecapituleerd 1945              | embleem |
| 20. Waffen-Grenadier-Division der SS Estland No. I                    | 1944      | Estisch                              | divisie                  | gecapituleerd 1945              | embleem |
| 21. Waffen-Gebirgs-Division der SS Skanderbeg (Albanische No. I)      | 1944      | Albanees (moslims)                   | onvoldoende rekruten     | ontbonden 1944                  | embleem |
| 22. SS-Freiwilligen-Kavallerie-Division Maria Theresa                 | 1944      | Duits / Volksduits                   | divisie                  | gecapituleerd 1945              | embleem |
| 23. Waffen-Gebirgs-Division der SS Kama (Kroatische No. II)           | 1944      | Joegoslavisch (moslims)              | onvoldoende rekruten     | ontbonden 1944                  | embleem |
| 23. SS-Freiwilligen-Panzergrenadier-Division Nederland                | 1945      | Nederlands                           | regiment                 | gecapituleerd 1945              | embleem |
| 24. Waffen-Gebirgs-Division der SS Karstjäger                         | 1944      | Italiaans / Volksduits               | onbekend                 | ontbonden 1945                  | embleem |
| 25. Waffen-Grenadier-Division der SS Hunyadi (Ungarn No. I)           | 1944      | Hongaars                             | onbekend                 | verdwenen                       | embleem |
| 26. Waffen-Grenadier-Division der SS (Ungarn No. II)                  | 1944      | Hongaars                             | onbekend                 | verdwenen                       | embleem |
| 27. SS-Freiwilligen-Grenadier-Division Langemarck (Flandern No. I)    | 1945      | Vlaams                               | regiment                 | gecapituleerd 1945              | embleem |
| 28. SS-Freiwilligen-Grenadier-Division Wallonien                      | 1945      | Waals                                | regiment                 | gecapituleerd 1945              | embleem |
| 29. Waffen-Grenadier-Division der SS Rusland No. I                    | 1944      | Russisch                             | regiment                 | overgegaan in leger Vlasov 1944 | embleem |
| 29. Waffen-Grenadier-Division der SS Italien No. I                    | 1945      | Italiaans                            | regiment                 | verdwenen 1945                  | embleem |
| 30. Waffen-Grenadier-Division der SS Rusland No. II                   | 1944      | Russisch                             | regiment                 | overgegaan in leger Vlasov 1944 | embleem |
| 30. Waffen-Grenadier-Division der SS Weißruthenische No. I            | 1944      | Wit-Russisch                         | regiment                 | onbekend                        | embleem |
| 31. SS-Freiwilligen-Grenadier-Division                                | 1945      | Duits / Volksduits                   | regiment                 | gecapituleerd 1945              | embleem |
| 32. SS-Freiwilligen-Grenadier-Division 30 Januar                      | 1945      | Duits                                | regiment                 | gecapituleerd 1945              | embleem |
| 33. Waffen-Kavallerie-Division der SS Ungarn No. IV                   | 1945      | Hongaars                             | regiment                 | vernietigd 1945                 | embleem |
| 34. Waffen-Grenadier-Division der SS Charlemagne (Französische No. I) | 1945      | Frans                                | regiment                 | vernietigd Berlijn 1945         | embleem |
| 34. SS-Freiwilligen-Grenadier-Division Landstorm Nederland            | 1945      | Nederlands                           | regiment                 | ontbonden 1945                  | embleem |
| 35. SS- und Polizei-Grenadier-Division Polizei Division No. II        | 1945      | Duitse politie                       | regiment                 | ontbonden 1945                  | embleem |
| 36. Waffen-Grenadier-Division der SS Dirlewanger                      | 1945      | brigade v. Oskar Dirlewanger (Duits) | brigade                  | gecapituleerd 1945              | embleem |
| 37. SS-Freiwilligen-Kavallerie-Division Lützow                        | 1945      | Volksduits                           | regiment                 | gecapituleerd 1945              | embleem |
| 38. SS-Panzergrenadier-Division Nibelungen                            | 1945      | SS-cadetten (Duits)                  | regiment                 | gecapituleerd 1945              | embleem |